# یرد شیطان
 یُردشیطان  روستای کوچکی از توابع بخش مرکزی شهرستان گاوبندی  در استان هرمزگان واقع در جنوب ایران.
روستای کوچکی است در ۳ کیلومتری یرد قاسمعالی واقع شده‌است.

## محدوده یُردشیطان
از شمال یرد خردو، از جنوب اغویرزه، از مغرب عمانیه، و از سمت مشرق به یرد قاسمعالی محدود می‌گردد.

## جمعیت
دارای ۶۰ خانوار و ۱۳۰ نفر جمعیت می‌باشند. ساکنان این روستا از پیروان مذهب تشیع  و تسنن  و از پیروان امام محمد ادریس شافعی  هستند. و بزبان فارسی  تکلم می‌کنند. دارای مسجد، مدرسه، خانه بهداشت  و آب‌انبار (برکه) می‌باشند، و آب چاههایش شیرین است.
در دوران گذشته روستای آبادی بوده‌است اما حالا رونق سابق را ندارد.

## پیشه
شغل اهالی صید، ماهی‌گیری و کشاورزی است. حدود ۵۰۰ اصله نخل دیم و ۶۰ من زمین زیر کشت دیم دارد و در زمین‌های آن جو و گندم کشت می‌شود.